# Chemical Physics Letters
Chemical Physics Letters (abbreviato in "CPL" o "Chem. Phys. Lett.") è una rivista scientifica peer-reviewed, pubblicata dal 1967 da Elsevier. Pubblica brevi articoli nel campo della Chimica fisica.
Gli attuali editori sono David Clary, Villy Sundström e il premio Nobel per la chimica del 1999 Ahmed Zewail.
Il fattore di impatto del giornale nel 2008 era 2.169.